# March 701
March 701 – samochód Formuły 1, zaprojektowany przez Robina Herda i Petera Wrighta dla March Engineering. Model był pierwszym samochodem Marcha w Formule 1 i ścigał się w sezonach 1970–1971, będąc używanym między innymi przez Tyrrella i jego kierowcę, mistrza świata z 1969 – Jackiego Stewarta, którzy zrezygnowali z usług Matry po sezonie 1969. W swoim pierwszym sezonie startów March 701 wygrał jeden wyścig (Grand Prix Hiszpanii), a March zajął trzecie miejsce w klasyfikacji generalnej konstruktorów. Zbudowano jedenaście egzemplarzy modelu.

## Tło
Firma March Engineering Company została założona w 1969 roku. Jej założycielami byli Max Mosley, Alan Rees, Graham Coaker i Robin Herd, z których każdy wniósł do nowo powstałej firmy po 2500 funtów. Nazwa "March" została utworzona od inicjałów założycieli, chociaż początkowo niektórzy ironicznie rozszyfrowywali ją jako "Much Advertised Racing Car Hoax" (Znacznie Przereklamowana Mistyfikacja Samochodu Wyścigowego). Każdy ze współzałożycieli był odpowiedzialny za inny obszar działań: Mosley za stronę komercyjną, Herd za projekt, Rees za kierowanie zespołem wyścigowym, a Coaker za nadzór produkcji.
Celem firmy było dostarczanie klientom nadwozi do wszystkich możliwych kategorii wyścigowych. Pierwszym projektem Marcha był samochód Formuły 3, model 693, który zadebiutował za sprawą Ronniego Petersona pod koniec 1969 roku. March chciał ściągnąć także Jochena Rindta, który przeszedł jednak do Lotusa. Wkrótce później March zaczął produkować samochody również dla innych serii, takich jak Formuła 2, Formuła 1, Can-Am czy Formuła Ford.
W sezonie 1969 mistrzem świata Formuły 1 został Brytyjczyk Jackie Stewart, który ścigał się samochodami Matra (głównie modelem MS80). Pod koniec tego roku Matra została przejęta przez Simkę, która postawiła Kenowi Tyrrellowi (dla którego ścigał się Stewart) ultimatum, które polegało na tym, że Tyrrell mógł w przyszłości korzystać z samochodów Matra tylko pod warunkiem zamiany silników Ford Cosworth DFV na silniki Matra V12. Zamiana sprawdzonych jednostek Forda na inne silniki była według Tyrrella zbyt ryzykowna, więc zerwał on współpracę z Matrą i zakupił od Marcha na sezon 1970 dwa modele 701. March dla siebie zbudował również dwa modele. Innymi klientami byli bracia Granatelli z firmy STP, którzy zakupili model 701 na użytek Mario Andrettiego czy Colin Crabbe, który zapewnił taki samochód Ronniemu Petersonowi.

## Konstrukcja
Pierwszy projekt Marcha w Formule 1 był stosunkowo konwencjonalny. Mimo to model 701 miał zbiorniki paliwa (o łącznej pojemności 227 litrów) umieszczone w obu sekcjach bocznych prostoliniowego aluminiowego monocoque, skonstruowanego specjalnie pod silnik Cosworth DFV. To rozwiązanie zostało zaprojektowane przez Petera Wrighta z firmy Specialised Mouldings Ltd.. Poprzez odpowiednie wyprofilowanie sekcji bocznych March 701 był pierwszym pełnowymiarowym samochodem próbującym uzyskać efekt przypowierzchniowy – a co za tym idzie zwiększenie przyczepności pojazdu – ale poprzez zbyt wysokie sekcje boczne March nie uzyskał oczekiwanych efektów.
Samochód był napędzany przez silnik Ford Cosworth DFV V8. Silnik ten miał aluminiowy blok i głowicę. Moc z tej trzylitrowej jednostki, wynosząca około 430 KM, była przekazywana za pośrednictwem pięciobiegowej manualnej skrzyni biegów Hewland DG300. Na wszystkich czterech kołach znajdowały się wentylowane tarcze hamulcowe firmy Girling.
Na przednie zawieszenie składały się podwójne wahacze oraz sprężyny śrubowe nad amortyzatorami Koni, a na tylne – podwójne wahacze, podwójny drążek reakcyjny oraz sprężyny śrubowe nad amortyzatorami Koni.

## 701 w wyścigach
March 701 miał bardzo udany debiut, wygrywając trzy wyścigi w czterech pierwszych startach. Pierwsze zwycięstwo modelem 701 odniósł Jackie Stewart podczas niewliczanego do klasyfikacji mistrzostw Race of Champions, natomiast pierwszy wyścig z cyklu Grand Prix wygrany przez model 701 to Grand Prix Hiszpanii 1970. Co więcej, w pierwszym wyścigu Formuły 1 z cyklu Grand Prix Stewart wywalczył pole position. March 701 wygrywał również inne zawody niewliczane do cyklu Grand Prix, jak na przykład International Trophy (Chris Amon). Mimo to w trakcie sezonu model nie był rozwijany, przez co stracił pierwotną szybkość i nie był już tak konkurencyjny; wskutek tego Stewart zrezygnował z Marcha. March-Ford ukończył sezon 1970 na trzecim miejscu w klasyfikacji konstruktorów.
Wkrótce później Rees i Coaker opuścili Marcha, który kontynuował produkcję udanych modeli niższych serii, wytwarzając przy tym również samochody Formuły 1.

## Wyniki w Formule 1
| Legenda oznaczeń w tabelach wyników Wyświetl szablon na nowej stronie | Legenda oznaczeń w tabelach wyników Wyświetl szablon na nowej stronie                                                                     |
| Oznaczenie                                                            | Wyjaśnienie |
| --------------------------------------------------------------------- | --- |
| Złoty                                                                 | Zwycięzca lub mistrzostwo |
| Srebrny                                                               | 2. miejsce lub wicemistrzostwo |
| Brązowy                                                               | 3. miejsce lub II wicemistrzostwo |
| Zielony                                                               | Ukończył, punktował (w klasyfikacji generalnej, gdy zdobył co najmniej jeden punkt na przestrzeni sezonu, poza trzema powyższymi opcjami) |
| Niebieski                                                             | Ukończył, nie punktował (w klasyfikacji generalnej, gdy nie zdobył co najmniej jednego punktu na przestrzeni sezonu)                      |
| Czerwony                                                              | Nie zakwalifikował się (NZ) |
| Czerwony                                                              | Nie prekwalifikował się (NPK) |
| Różowy                                                                | Nie ukończył (NU) |
| Różowy                                                                | Niesklasyfikowany (NS) (w klasyfikacji generalnej, gdy nie został sklasyfikowany w żadnym wyścigu sezonu)                                 |
| Czarny                                                                | Zdyskwalifikowany (DK) |
| Czarny                                                                | Wykluczony (WYK/EX) |
| Biały                                                                 | Nie wystartował (NW) |
| Biały                                                                 | Kontuzjowany (K/INJ) |
| Biały                                                                 | Wyścig odwołany (OD/C) |
| Bez koloru                                                            | Został wycofany (WYC/WD) |
| Bez koloru                                                            | Nie przybył (NP/DNA) |
| Bez koloru                                                            | Nie brał udziału w treningach (NT/DNP) |
| Bez koloru                                                            | Nie został zgłoszony (–) |
| Pogrubienie                                                           | Start z pole position |
| Kursywa                                                               | Najszybsze okrążenie wyścigu |
| †                                                                     | Nie ukończył, ale jego rezultat został zaliczony ze względu na przejechanie więcej niż 90% dystansu wyścigu.                              |
| *                                                                     | Sezon w trakcie |
| 1/2/3                                                                 | Punktowana pozycja w sprincie kwalifikacyjnym                                                                                             |
| Lista systemów punktacji Formuły 1                                    | |

| Sezon | Zespół                          | Silnik | Kierowcy            | Wyniki w poszczególnych eliminacjach | Wyniki w poszczególnych eliminacjach | Wyniki w poszczególnych eliminacjach | Wyniki w poszczególnych eliminacjach | Wyniki w poszczególnych eliminacjach | Wyniki w poszczególnych eliminacjach | Wyniki w poszczególnych eliminacjach | Wyniki w poszczególnych eliminacjach | Wyniki w poszczególnych eliminacjach | Wyniki w poszczególnych eliminacjach | Wyniki w poszczególnych eliminacjach | Wyniki w poszczególnych eliminacjach | Wyniki w poszczególnych eliminacjach | Wyniki kierowców | Wyniki kierowców | Wyniki konstruktora | Wyniki konstruktora |
| Sezon | Zespół                          | Silnik | Kierowcy            | ZAF                                  | ESP                                  | MCO                                  | BEL                                  | NLD                                  | FRA                                  | GBR                                  | DEU                                  | AUT                                  | ITA                                  | CND                                  | USA                                  | MEX                                  | Punkty           | Pozycja          | Punkty              | Pozycja             |
| ----- | ------------------------------- | ------ | ------------------- | ------------------------------------ | ------------------------------------ | ------------------------------------ | ------------------------------------ | ------------------------------------ | ------------------------------------ | ------------------------------------ | ------------------------------------ | ------------------------------------ | ------------------------------------ | ------------------------------------ | ------------------------------------ | ------------------------------------ | ---------------- | ---------------- | ------------------- | ------------------- |
| 1970  | Tyrrell Racing Organisation     | Ford   | Jackie Stewart      | 3                                    | 1                                    | NU                                   | NU                                   | 2                                    | 9                                    | NU                                   | NU                                   | NU                                   | 2                                    | –                                    | –                                    | –                                    | 25               | 5                | 48                  | 3                   |
| 1970  | Tyrrell Racing Organisation     | Ford   | Johnny Servoz-Gavin | NU                                   | 5                                    | NZ                                   | –                                    | –                                    | –                                    | –                                    | –                                    | –                                    | –                                    | –                                    | –                                    | –                                    | 2                | 21               | 48                  | 3                   |
| 1970  | Tyrrell Racing Organisation     | Ford   | François Cevert     | –                                    | –                                    | –                                    | –                                    | NU                                   | 11                                   | 7                                    | 7                                    | NU                                   | 6                                    | 9                                    | NU                                   | NU                                   | 1                | 22               | 48                  | 3                   |
| 1970  | March Engineering               | Ford   | Chris Amon          | NU                                   | NU                                   | NU                                   | 2                                    | NU                                   | 2                                    | 5                                    | NU                                   | 8                                    | 7                                    | 3                                    | 5                                    | 4                                    | 23               | 8                | 48                  | 3                   |
| 1970  | March Engineering               | Ford   | Jo Siffert          | 10                                   | NZ                                   | 8                                    | 7                                    | NU                                   | NU                                   | NU                                   | 8                                    | 9                                    | NU                                   | NU                                   | 9                                    | NU                                   | 0                | 26               | 48                  | 3                   |
| 1970  | STP Corporation                 | Ford   | Mario Andretti      | NU                                   | 3                                    | –                                    | –                                    | –                                    | –                                    | NU                                   | NU                                   | NU                                   | –                                    | –                                    | –                                    | –                                    | 4                | 15               | 48                  | 3                   |
| 1970  | Antique Automobiles Racing Team | Ford   | Ronnie Peterson     | –                                    | –                                    | 7                                    | NU                                   | –                                    | –                                    | –                                    | –                                    | –                                    | –                                    | –                                    | –                                    | –                                    | 0                | 27               | 48                  | 3                   |
| 1970  | Colin Crabbe Racing             | Ford   | Ronnie Peterson     | –                                    | –                                    | –                                    | –                                    | 9                                    | NU                                   | 9                                    | NU                                   | –                                    | NU                                   | NU                                   | NU                                   | –                                    | 0                | 27               | 48                  | 3                   |
| 1970  | Hubert Hahne                    | Ford   | Hubert Hahne        | –                                    | –                                    | –                                    | –                                    | –                                    | –                                    | –                                    | NZ                                   | –                                    | –                                    | –                                    | –                                    | –                                    | 0                | NS               | 48                  | 3                   |
|       |                                 |        |                     | ZAF                                  | ESP                                  | MCO                                  | NLD                                  | FRA                                  | GBR                                  | DEU                                  | AUT                                  | ITA                                  | CND                                  | USA                                  |                                      |                                      | Punkty           | Pozycja          | Punkty              | Pozycja             |
| 1971  | Frank Williams Racing Cars      | Ford   | Henri Pescarolo     | 11                                   | –                                    | –                                    | –                                    | –                                    | –                                    | –                                    | –                                    | –                                    | –                                    | –                                    |                                      |                                      | 0 (4)            | 17               | 0 (33)              | 4                   |
| 1971  | Frank Williams Racing Cars      | Ford   | Max Jean            | –                                    | –                                    | –                                    | –                                    | NS                                   | –                                    | –                                    | –                                    | –                                    | –                                    | –                                    |                                      |                                      | 0                | NS               | 0 (33)              | 4                   |
| 1971  | Team Gunston                    | Ford   | John Love           | NU                                   | –                                    | –                                    | –                                    | –                                    | –                                    | –                                    | –                                    | –                                    | –                                    | –                                    |                                      |                                      | 0                | NS               | 0 (33)              | 4                   |
| 1971  | Jo Siffert Automobiles          | Ford   | François Mazet      | –                                    | –                                    | –                                    | –                                    | 13                                   | –                                    | –                                    | –                                    | –                                    | –                                    | –                                    |                                      |                                      | 0                | 32               | 0 (33)              | 4                   |
| 1971  | Shell Arnold                    | Ford   | Jean-Pierre Jarier  | –                                    | –                                    | –                                    | –                                    | –                                    | –                                    | –                                    | –                                    | NS                                   | –                                    | –                                    |                                      |                                      | 0                | NS               | 0 (33)              | 4                   |